# Romes Gainetdinov
Romes Fanavissovitx Gainetdinov (en rus: Ромес Фанависович Гайнетдинов), (Sverdlovsk, 6 de maig de 1967) és un exciclista rus que també competí com a soviètic. Fou professional del 1991 fins al 1996.
En el seu palmarès destaca un Campionat de Rússia en ruta de 1994.

## Palmarès
- 1989
  - 1r al Duo Normand (amb Pàvel Tonkov)
- 1992
  - Vencedor d'una etapa a la Volta a Portugal
- 1994
  -  Campió de Rússia en ruta
- 1995
  - 1r al Duo Normand (amb Pàvel Tonkov)
- 1999
  - Vencedor d'una etapa a la Volta a Palència
- 2001
  - Vencedor d'una etapa a la Volta a Castelló

### Resultats al Tour de França
- 1991. 55è de la classificació general
- 1993. 32è de la classificació general
- 1994. 70è de la classificació general
- 1995. 61è de la classificació general
- 1996. 55è de la classificació general

### Resultats al Giro d'Itàlia
- 1992. 34è de la classificació general
- 1993. 46è de la classificació general